# Pirámide del Sol (Metro de Lima y Callao)
Pirámide del Sol es la vigesimoprimera estación de la línea 1 del Metro de Lima y Callao. Está ubicada en la intersección de las avenidas Próceres de la Independencia y Pirámide del Sol, en el distrito de San Juan de Lurigancho. La estación es elevada.

## Historia
La estación fue entregada el 12 de mayo de 2014 como parte del tramo 2 de la línea. Estuvo en período de marcha blanca, hasta el día 25 de julio en que oficialmente inició operaciones comerciales.
El 16 de enero de 2019, la estación fue cerrada por un aniego que afectó a varias viviendas de la zona y que comprometía la seguridad de los usuarios, así como la infraestructura. El 16 de diciembre de 2019, la estación fue reabierta.

## Acceso
El ingreso se encuentra a nivel de calle y posee dos niveles; en el primero se encuentra la zona de torniquetes y boletería. En el segundo, las plataformas norte y sur están conectadas internamente por escaleras mecánicas y ascensores provenientes del primer nivel.

## Conexiones
Por proximidad, la estación tiene conexión con tres servicios del Corredor Morado.
| Corredor Morado | Corredor Morado                 | Corredor Morado                                  | Corredor Morado                                        |
| Servicio        | Ruta                            | Paradero                                         | Horario                                                |
| --------------- | ------------------------------- | ------------------------------------------------ | ------------------------------------------------------ |
| 404             | Wiesse - Abancay - Brasil       | Pirámide del Sol (ida) Pirámide del Sol (vuelta) | 04:30 - 23:00 (L-D) (ida) 06:00 - 00:00 (L-D) (vuelta) |
| 405             | Wiesse - Abancay - Javier Prado | Pirámide del Sol (ida) Pirámide del Sol (vuelta) | 05:00 - 23:00 (L-D) (ida) 06:00 - 23:00 (L-D) (vuelta) |
| 412             | Wiesse - Tacna                  | Pirámide del Sol (ida) Pirámide del Sol (vuelta) | 05:00 - 23:00 (L-D)                                    |

## Galería

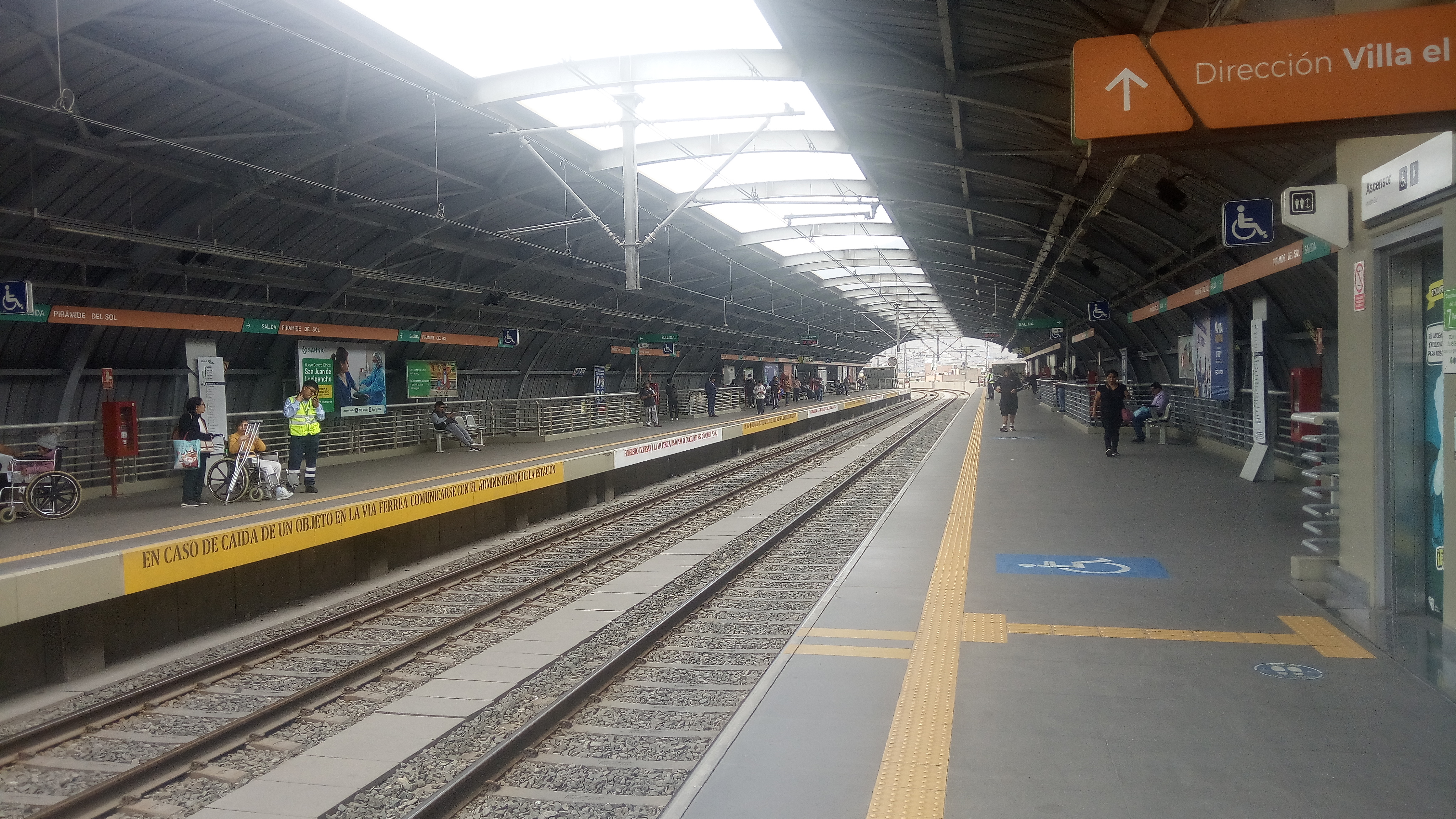